# Michael A. Monsoor
Michael Anthony Monsoor (5 de abril de 1981 – 29 de setembro de 2006) foi um soldado dos Navy SEALs da Marinha dos Estados Unidos morto na Guerra do Iraque que recebeu postumamente a Medalha de Honra.